# Styringomyia tablasensis
Styringomyia tablasensis är en tvåvingeart som beskrevs av Alexander 1929. Styringomyia tablasensis ingår i släktet Styringomyia och familjen småharkrankar. Inga underarter finns listade i Catalogue of Life.